# Rafaël (film)
Rafaël, è un film olandese del 2018 diretto da Ben Sombogaart, tratto dall’omonimo romanzo di Christine Otten, ispirato ad una storia vera.

Nel luglio 2018, è stato uno dei nove film olandesi selezionati per  l’Oscar al miglior film in lingua straniera.

## Trama
L’olandese Kimmy, durante una vacanza in Tunisia, conosce Nazir. I due iniziano una relazione sentimentale e si sposano. Iniziano a vivere in Tunisia, a Susa; la moglie è in gravidanza e con lo  scoppio della Primavera araba decidono di partire per i Paesi Bassi. 
Lungo la strada per l’aeroporto la coppia è costretta a dividersi, lei prosegue per Amsterdam, mentre il marito viene fermato e trattenuto in assenza di visto. Decidono così che entrambi, in Olanda e in Tunisia, si rivolgeranno ai vari uffici per consentirgli l’espatrio.
I due finiscono al centro di un nodo burocratico che sembra senza vie d’uscita, nonostante la regolarità del matrimonio e dei documenti.
Dopo aver appreso delle lungaggini della procedura, prospettata di lunga durata, Nazir decide di imbarcarsi per l’Italia e giunge a Lampedusa con l’amico Rafael. Dal centro di accoglienza per migranti viene tuttavia  rimpatriato in aereo dalle autorità italiane.
Riesce a mettersi in contatto telefonico con la moglie e contro il suo parere riprende la via del mare, ma la seconda traversata è drammatica. 
Prosegue un periodo di difficoltà; la moglie riesce ad avere l’attenzione dei media, mentre il marito vive la dura vita dei campi profughi. La via del ricongiungimento è ancora lontana.

## Riconoscimenti
- Nederlands Film Festival – 2019 - Vitello d'oro - Migliore attrice (Melody Klaver)
- Pula Film Festival – Golden Arena Production Award